# Museo de la República de Macedonia del Norte

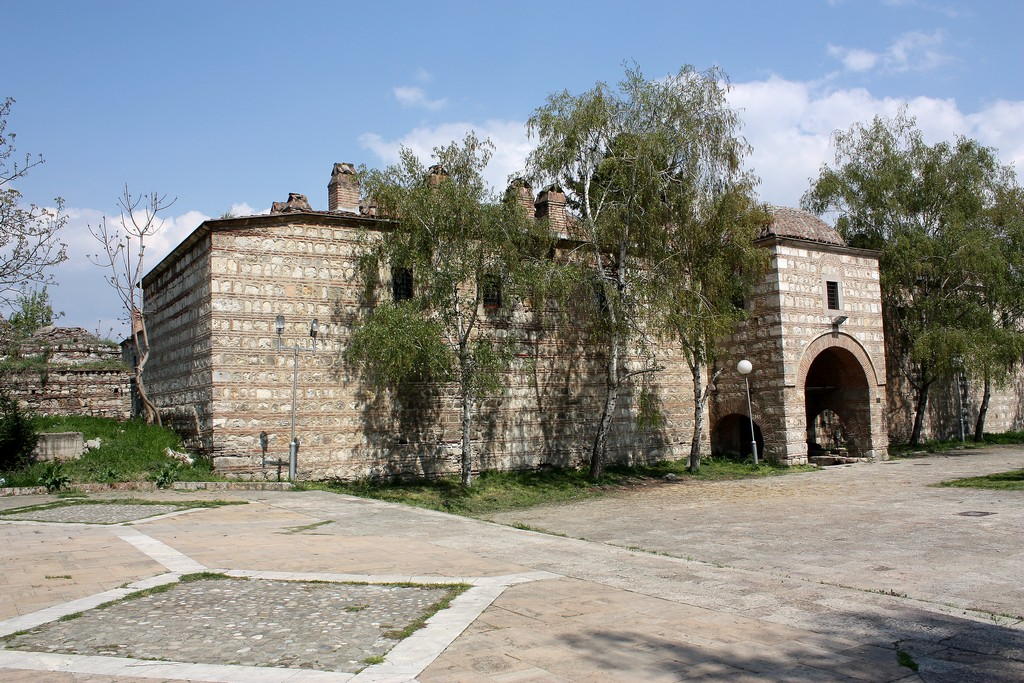
Parte de la zona dedicada a la etnología del Museo de la República de Macedonia del Norte.

El Museo de la República de Macedonia del Norte (en macedonio, Музеј на Република Северна Македонија, Muzej na Republika Severna Makedonija) es una institución nacional de Macedonia del Norte y uno de los museos más antiguos del país, situado en el Antiguo Bazar de Skopie, en la capital del país. Surgió de la unión de los tres museos distintos dedicados respectivamente a la arqueología, la historia y la etnología. Fue fundado en el año 1924. Bajo el régimen comunista yugoslavo, en la República Socialista de Macedonia, el museo se llamaba Museo Popular de Macedonia.
El museo ocupa 10.000 metros cuadrados, compuestos por dos edificios principales: uno moderno, diseñado por Mimoza Nestorova-Tomić y Kiril Muratovski en 1972 y el Kourchoumli An, antiguo caravasar otomano construido en el siglo XVI.
Se divide en varios departamentos:
- La sección arqueológica contiene artefactos que datan de 10.000 a. C. al año 1945.
- El departamento etnológico cuenta con trajes tradicionales, joyas, artesanía e instrumentos musicales, y alberga exposiciones temporales dedicadas a la etnografía local.
- El departamento dedicado a la historia del arte alberga réplicas de pinturas y una galería de iconos y un lapidario, ubicado en el antiguo caravasar.
- El Departamento de historia presenta la historia de la República hasta la Segunda Guerra Mundial.
- Departamento de conservación.